# Traité de Plussa
Le traité de Plussa ou traité de Plioussa (en russe : Плюсское перемирие, en suédois : Fördraget i Plussa), conclu le 10 août 1583 entre le royaume de Suède (Jean III) et le tsarat de Russie (Ivan IV), instaure une trêve de 3 ans entre les deux pays, en conflit depuis deux décennies dans le cadre de la guerre de Livonie. 
En 1585, cette trêve est renouvelée pour 4 ans à partir de janvier 1586. La guerre reprend en 1590, du fait de la Russie.
On considère cependant que le traité de Plussa et le traité de Jam Zapolski entre la Russie et la république des Deux Nations, conclu l'année précédente (1582), marquent la fin de la guerre de Livonie.
Le nom du traité russo-suédois de 1583 est celui d'un village aujourd'hui disparu, Plussa, en allemand Plusmünde ou Plusmund, qui se situait au confluent de la Plioussa et de la Narva.

## Contexte

### La guerre de Livonie
La guerre de Livonie (territoire correspondant aux actuelles Lettonie et Estonie), commencée en 1558, implique, outre la Confédération livonienne, la Russie, le royaume de Pologne et le grand-duché de Lituanie, unis en 1569 au sein de la république des Deux Nations, le royaume de Suède et le royaume du Danemark et de Norvège. 
La Confédération livonienne est dissoute au bout de trois années de guerre à la suite du traité de Vilnius de 1561. Après une seconde phase marquée par la lutte entre le Danemark et la Suède (guerre nordique de Sept Ans, 1563-1570), puis par les succès de la Russie en Livonie (1570-1578), l'avènement d'Étienne Bathory sur le trône de Pologne (1576) et son alliance avec la Suède permettent de lancer des offensives victorieuses contre l'armée russe, puis d'attaquer le territoire russe (siège de Pskov, commencé en 1581). Ivan IV se résout alors à négocier des armistices.

### La situation en 1582
En 1582, la Russie et la Pologne signent le traité de Jam Zapolski qui rétablit la situation territoriale antérieure à 1558 et instaure une trêve de 10 ans. Des négociations sont alors engagées entre la Russie et la Suède.
À cette date, les troupes suédoises occupent 
- le nord de la Livonie (duché d'Estonie), notamment les villes de Reval (Tallinn) et de Narva ;
- plusieurs villes de Russie.

## Le traité russo-suédois de 1583
Un premier armistice est conclu en mai 1583 pour 2 mois (traité préliminaire) ; il est renouvelé le 10 août pour 3 ans à partir du 29 juin 1583. Le principal négociateur suédois est Pontus de La Gardie, et du côté russe, Ignace Pétrovitch Tatichtchev.
Le traité d'armistice est favorable à la Suède, qui conserve les territoires russes qu'elle occupe : les villes d'Ivangorod (Ivanslott), Jamburg, Koporie (Kaprio) et Käkisalmi (Kexholm) avec leurs ouïezds, et l'Ingrie. 
L'accès de la Russie au golfe de Finlande et à la mer Baltique se trouve donc fortement réduit, puisque limité à l'estuaire de la rivière Neva, entre les rivières Strelka et Sestra.

## Le renouvellement de 1585
Le tsar n'est plus Ivan IV, mort en 1584, mais son fils Fédor Ier.
On retrouve les deux grands négociateurs de 1583 : Pontus de La Gardie et Tatichtchev. Le traité prévoit, outre la prolongation de 4 ans, une conférence de paix, fixée à juillet 1586, mais qui n'aura pas lieu.
Le départ de la délégation suédoise est marqué par le naufrage dans la Narva du navire qui doit la ramener en Suède. Plusieurs de ses membres trouvent la mort, dont Pontus De la Gardie (5 novembre 1585).

## La reprise de la guerre (1590)
À l'expiration de la trêve en 1590, la Russie déclare la  guerre à la Suède. Après deux ans de combat, les deux pays entrent en négociations et concluent en 1595 le traité de Teutsina, par lequel la Russie retrouve les territoires perdus en 1583. En 1617, La Suède reprendra l'Ingrie (traité de Stolbovo) à la suite de la guerre d'Ingrie.
Un conflit entre la Suède et la Pologne commence en 1592 autour de la question de la succession suédoise, le roi de Pologne Sigismond III étant le fils de Jean III de Suède. La guerre reprend en Livonie entre ces deux pays au cours des années 1600.